# Andrzej Dereziński
Andrzej Dereziński (Poronin, 24 aprile 1944) è un ex sciatore alpino polacco.

## Biografia
Sciatore polivalente fratello di Roman, a sua volta sciatore alpino, Andrzej Dereziński debuttò in campo internazionale in occasione delle gare pre-olimpiche di Innsbruck del 15-17 febbraio 1963, classificandosi 74º nella discesa libera e non completando lo slalom speciale; l'anno dopo ai IX Giochi olimpici invernali di Innsbruck 1964, sua unica presenza olimpica e iridata, si piazzò 49º nella discesa libera, 33º nello slalom speciale e non completò lo slalom gigante. Partecipò alla IV Universiade invernale di Sestriere 1966.